# Westelijke haakneusslang
De westelijke haakneusslang (Heterodon nasicus) is een ongevaarlijke slang uit de familie toornslangachtigen (Colubridae) en de onderfamilie Dipsadinae. Met een lengte tot 100 cm, meestal kleiner, en het cilindervormige lichaam is het een klein aandoende slang met een zeer stevig uiterlijk.

## Naamgeving en indeling
De wetenschappelijke naam van de soort werd voor het eerst voorgesteld door Spencer Fullerton Baird en Charles Frédéric Girard in 1852. De soortaanduiding nasicus is afkomstig van het Latijnse nasus, dat neus betekent, deze naam slaat op de opvallende omhoog gekromde snuitpunt van het dier.
De haakneusslang werd tot recentelijk verdeeld in drie ondersoorten, maar twee ondersoorten worden tegenwoordig gezien als aparte soorten; Heterodon gloydi en Heterodon kennerlyi.

## Uiterlijke kenmerken
In de basis is deze slang zandkleurig met op de flanken een regelmatig patroon van roestbruine stippen omgeven door een dunne witte rand welke ontstaat uit gehele schubben of een lokale witte verkleuring op de zandkleurige schubben. Op de rug zijn dezelfde stippen aanwezig. Deze zijn groter en over het algemeen 'aan elkaar gegroeid' tot zadels. Boven op de kop is een karakteristiek vlampatroon te zien. De onderkant van de kop en de hals zijn wit tot zandkleurig. De buik en staart zijn geheel zwart en rondom de cloaca zit het vuilgele zadel.
De voorste twee bovenlipschubben zijn sterk naar boven gebogen en hieraan heeft de slang zijn naam te danken.
Deze slang is ophistoglyf, dit wil zeggen dat er een verlengde achter in de bek geplaatst is. In tegenstelling tot wat algemeen wordt aangenomen is de slang niet speeksel-giftig. Het dier heeft een duidelijk ontwikkelde gifklier, Duvernoy's klier genoemd, die in verbinding staat met de gegroefde giftanden. Deze verlengde tanden kunnen zelfs 'uitklappen' omdat het voorste deel van het gebit, waar de tanden aan vastzitten, in verbinding staat door middel van een scharnier met het achterste deel van het gebit.
Het gif van de haakneus is voor mensen ongevaarlijk. Er zijn gevallen bekend waarbij een wat branderig gevoel en/of stijfheid van de gebeten vinger en aanliggende gebieden optrad. Bij verscheidene experimenten uitgevoerd op amfibieën en zoogdieren is het gif geclassificeerd als hemotoxisch en alleen de amfibieën vertoonden pas na enige dagen versterving na injectie van het gif.

## Verspreiding en habitat
De westelijke haakneusslang komt voor in delen van Noord-Amerika en leeft in de Verenigde Staten, in de staten Montana, North Dakota, South Dakota, Nebraska, oostelijk Wyoming, Illinois, oostelijk Colorado, New Mexico, Kansas, Oklahoma, Texas, westelijk Minnesota. Daarnaast is de soort gevonden in zuidwestelijk Canada.
De habitat bestaat uit savannen, scrublands, graslanden en woestijnen. Ook in door de mens aangepaste streken zoals weilanden kan de slang worden aangetroffen.

## Beschermingsstatus
Door de internationale natuurbeschermingsorganisatie IUCN is de beschermingsstatus 'veilig' toegewezen (Least Concern of LC).

## Voedsel

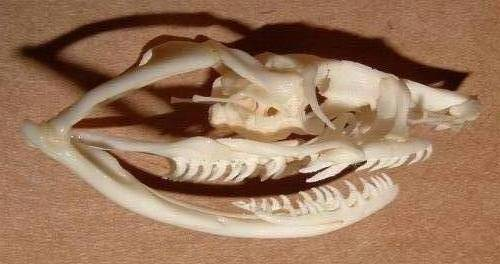
Schedel van de haakneusslang.

De slang eet voornamelijk padden en salamanders met af en toe andere slangen, kleine hagedissen en zoogdieren. Eieren zouden ook op het menu staan.

## Gedrag
De westelijke haakneusslang is een schemer- en dagactieve slang die actief foerageert op zoek naar prooien. Bij een confrontatie met een vijand beschikt de slang over een breed arsenaal aan schijnvertoningen om de belager te misleiden.
Meestal wordt begonnen met het plat maken van de nek, zoals de cobra doet, dit gaat meestal gepaard met een agressief gesis. Vervolgens zal met een gesloten bek worden uitgehaald naar de belager alsware het om een gifbeet toe te dienen. Als dit allemaal niet werkt draait de slang zich op zijn rug en laat zijn tong uit zijn mond hangen en speelt voor dood. Om te voorkomen dat er zich vuil van de bodem in de luchtwegen of het spijsverteringskanaal komt wordt de keel afgesloten en maakt de slang heel veel speeksel aan. Om deze acteerprestatie kracht bij te zetten scheidt de slang via de anale klieren de geur van rottend vlees uit. Roofdieren die levende slangen eten, lusten namelijk geen dode exemplaren en willen nog weleens afdruipen.
De paring vindt meestal plaats in de herfst. Het sperma wordt gedurende de winterrust opgeslagen. In het voorjaar wordt er vaak nog eens gepaard.

## In gevangenschap

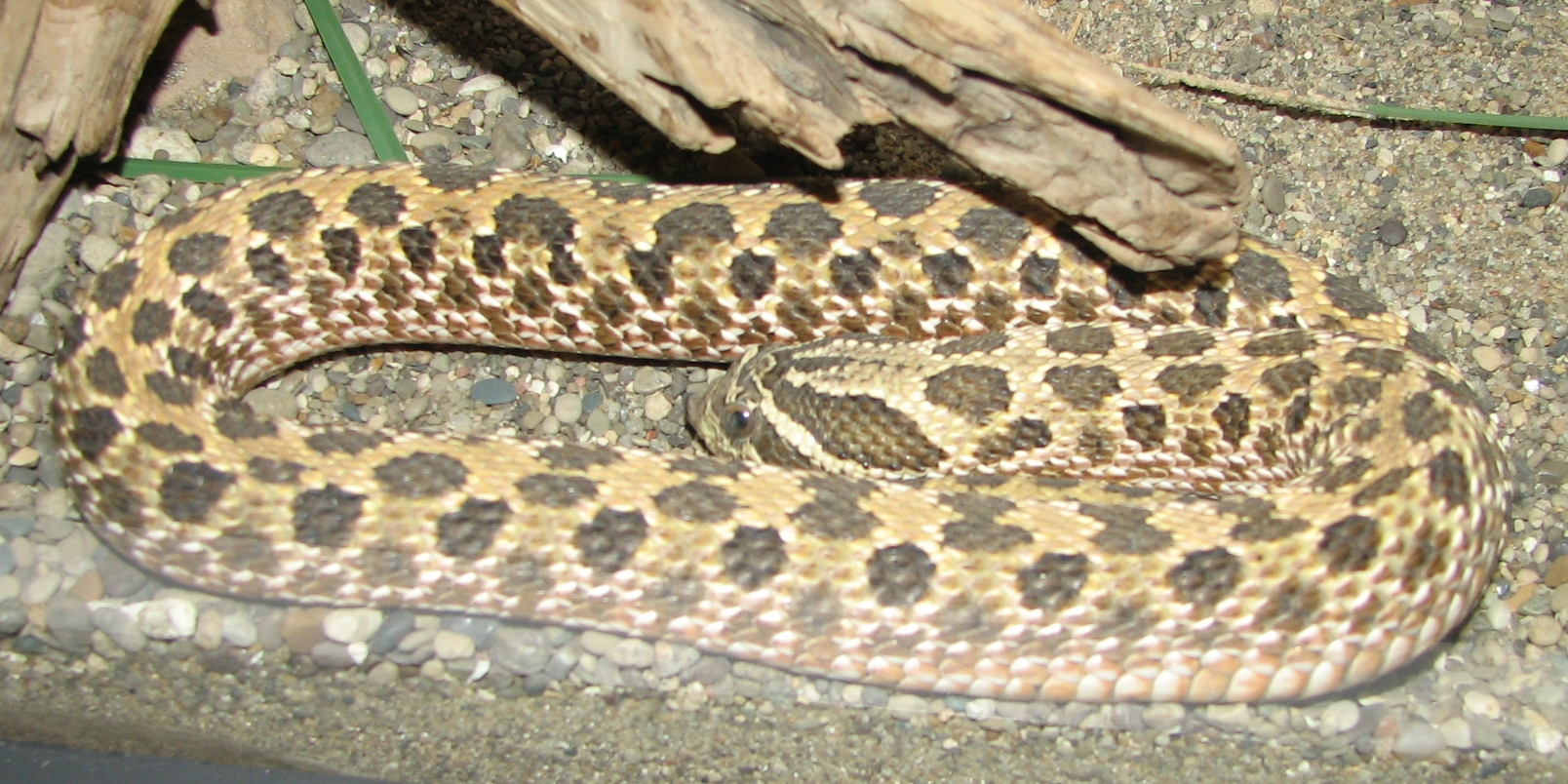
Een haakneusslang in gevangenschap.

De haakneusslang is een populaire soort in de handel in exotische dieren en wordt in gevangenschap gehouden als exotisch huisdier.

### Huisvesting
Gebruik een terrarium van 100 x 50 x 50, kleiner kan ook, maar het is een actieve slang dus liever nog groter. 60 x 40 x 40 is het absolute minimum. Slangen moeten altijd alleen gehuisvest worden. Haakneusslangen hebben de nare gewoonte hun eigen soort op te eten. Als ondergrond: geef een dikke laag van een los substraat waar deze slangen in kunnen graven. Het valt af te raden om bij subadulte exemplaren zand als substraat te gebruiken omdat de korrels hiervan vast kunnen komen te zitten in de 'haak' en kunnen leiden tot irritaties, ontstekingen en slechte vervelling.

### Gifslang
De haakneusslang is 'licht giftig'. Dit gif is te vergelijken met het gif van een wespensteek. Toch kan dit bij een allergische reactie nare gevolgen hebben zoals een zwelling van de arm, die enkele dagen kan aanhouden. Dit komt in de praktijk amper voor. De slang moet namelijk het gif bij zijn prooi als het ware inkauwen. Dit wordt ook wel achtertandgiftig genoemd. Dit is omdat de vergrote giftanden achter in de bek staan. Mocht men toch worden gebeten is het wel van belang om het dier zo snel mogelijk los te halen zodat het het gif zo min mogelijk kan inkauwen.

### Voeding
Haakneuzen zijn goed te wennen aan het eten van ontdooide diepvriesmuizen. Wildvang exemplaren moeten nog weleens over de streep getrokken worden door de muis te voorzien van de geur van een kikker of een pad.
Voer liefst dood zodat de muis de haakneus niet kan beschadigen, want de haakneus doet niet aan wurgen en het doden van de muis met zijn zwakke gif zit er ook niet in. De slang begint gewoon te kauwen op dat deel van de prooi wat het dichtstbij is. De prooi zou daar weleens niet van gediend kunnen zijn en precies hetzelfde doen bij de haakneus.

Het vangen of houden van alle inheemse amfibieënsoorten is verboden, dus het voeren van de voor de slang natuurlijke hoofdmaaltijd wordt een dure aangelegenheid. Wellicht dat de slang een kwartel-ei aanneemt als variatie.

### Gedrag
Haakneusslangen zijn actieve slangen, die zich zeker in een ruim terrarium snel voort kunnen bewegen als de verzorger plots voor het glas staat. Het schijndood spelen wil bij nakweekdieren een heel enkel keertje weleens voorkomen maar het houdt vlug op.

### Winterrust
Om de voortplanting en de gezondheid van de dieren te stimuleren is het verstandig om een winterrust van 8 tot 12 weken te geven waarin de dieren op 8 tot 16 °C gehouden worden. Twee weken voor het begin van de winterrust moet de laatste voeding gegeven zijn om verrotting van eventueel achtergebleven voer in de slang te voorkomen. Bouw het temperatuurverschil op en af over een periode van twee weken voor en na de winterrust. Heel jonge dieren hoeven niet in winterrust of kunnen af met een heel korte winterrust.

### Nakweek

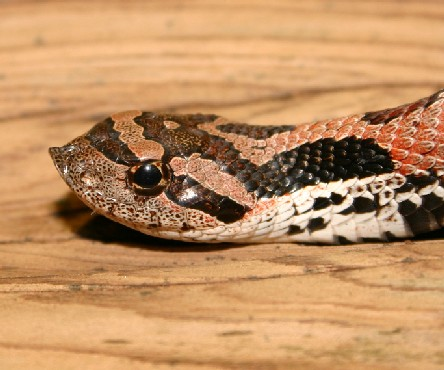
Kop van een juveniel exemplaar.

Dieren die uit de winterrust komen moeten eerst aansterken alvorens tot paren te komen. Paarlustige mannetjes eten ook nog eens slecht. Het is dus verstandig om de geslachten in de paartijd van elkaar te scheiden. Als de dieren genoeg zijn aangesterkt om tot paren te komen zet ze dan weer in hetzelfde terrarium.
In gevangenschap zijn twee legsels geen uitzondering, maar het is aan de eigenaar om de vrouwen te behoeden voor overfokken, dit is niet goed voor de dieren. Een legsel bestaat meestal uit 4 tot 20 eieren, deze moeten bij 21 tot 27 graden 51 tot 58 dagen in de incubator verblijven alvorens de jongen er uit kruipen.

### Opfok
Het is het beste de jongen afzonderlijk te huisvesten om kannibalisme te voorkomen. Vrijwel de eerste activiteit voor jongen die uit het ei zijn gekropen is vervellen. Dankzij de grote dooierzak zijn de jongen de eerste dagen niet te porren voor voedsel. Na 4 dagen tot een week kan begonnen worden met het aanbieden van de eerste pinky (nestmuis). Voor jongen die niet willen eten kan de aangeboden muis worden voorzien van de geur van een kikker of hagedis door de muis te wassen en tegen zo'n dier aan te wrijven.